# Desa Tegalrejo (administrativ by i Indonesien, Jawa Timur, lat -8,11, long 112,32)
Desa Tegalrejo är en administrativ by i Indonesien.   Den ligger i provinsen Jawa Timur, i den västra delen av landet, 600 km öster om huvudstaden Jakarta.